# Limonium bellidifolium
Statice à feuilles de pâquerette
Espèce
Synonymes
- Limonium danubiale Klokov[1]
- Statice bellidifolia (Gouan) DC.[1]
- Statice caspia Willd.[2]
- Statice limonium var. bellidifolia Gouan[1]

Limonium bellidifolium, le Statice à feuille de pâquerette, est une espèce de plantes halophiles du littoral méditerranéen de la famille des Plumbaginaceae.
La floraison a lieu de mai à septembre.

## Habitat
Limonium bellidifolium se rencontre dans les Sansouires à Sarcocornia fruticosa.